# Coalición Multinacional de Irak

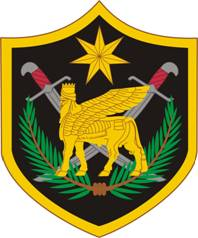
Insignia de la Coalición.

La Coalición Multinacional de Irak la formaron los países que participaron militarmente o apoyaron políticamente la invasión de Irak de 2003.

## Origen de la expresión
El origen exacto de la expresión se desconoce, pero ha sido utilizada desde los años 1980 para referirse a grupos de naciones que actúan militarmente al margen de la jurisdicción de los mandatos de las Naciones Unidas. Actualmente el uso de esa frase se aplica específicamente dentro del contexto de los acontecimientos que culminaron con la invasión de Irak en 2003.
El uso más prominente y reciente de la expresión fue el hecho por la administración del presidente George W. Bush para referirse a aquellas naciones y gobiernos que apoyaron políticamente la posición de los Estados Unidos en la crisis de las armas de Irak y posteriormente apoyaron política o militarmente el ataque para el desarme o invasión de Irak.

## Críticas
Críticos de la guerra en Irak, como John Pilger, han señalado que el 90% de las fuerzas militares pertenecen a los Estados Unidos y el Reino Unido. De ahí que se puede describir más exactamente como una fuerza anglo-estadounidense antes que una coalición. Además, según algunas encuestas, la mayor parte de la población en la mayoría de los países no apoyaba que sus naciones participaran. 
El candidato demócrata en las elecciones presidenciales de Estados Unidos, John Kerry, cuestionó el tamaño de la coalición en uno de los debates diciendo que Bush citó el esfuerzo como un amplio consenso internacional cuando en realidad sólo había dos aliados importantes, el Reino Unido y Australia, que habían colaborado con un número sustancial de tropas de tierra durante la invasión inicial. El presidente Bush respondió diciendo “Bien, en realidad, él olvidó Polonia”. La frase “usted olvidó Polonia” seguidamente se convirtió en una abreviación para la percepción, exacta o no de que la mayoría de los miembros de la coalición no estaban contribuyendo mucho al esfuerzo de la guerra en comparación con los tres aliados.
Muchas de las naciones de la coalición se aliaron para recibir paquetes de ayuda sustanciales y beneficios comerciales de Estados Unidos en pago por su apoyo. Por esta razón John Kerry también se refirió a la coalición de los dispuestos como la coalición de los amedrentados y los sobornados (the coalition of the bullied and the bribed)[cita requerida].

## Comentarios satíricos
Caricaturistas y comentaristas políticos se burlaron de la expresión refiriéndose a ella como la “coalición de la cuenta” (coalition of the billing). Otro término usado fue la “coalición del chelín” (coalition of the shilling).
Debido a que un alto porcentaje de los estados de la coalición eran naciones pobres que requerían de la ayuda de los Estados Unidos, el periódico The New York Times se refirió a estos como la “coalición del bienestar social” (Coalition Of Welfare States).
Algunos senadores como Robert Byrd, usaron las siglas en inglés de "Coalition of the Willing" (COW) para expresar su preocupación de que Estados Unidos estaban siendo "ordeñados" como una "vaca de efectivo".
Una parlamentaria canadiense, Carolyn Parrish, se refirió a la coalición como la “Coalición de idiotas”. Ella fue después reprendida por su partido, el partido liberal, y eliminada del caucus.
En las marchas de protesta que precedieron a la invasión de Irak, algunos manifestantes en todo el mundo llevaban pancartas refiriéndose a la coalición como "coalición para matar" (Coalition of the killing).